# Châu chấu núi Rocky
Châu chấu núi Rocky (tên khoa học Melanoplus spretus) là loài châu chấu quan trọng nhất phân bố gần như toàn bộ nửa phía Tây Hoa Kỳ (và một số phần phía Tây Canada) cho đến cuối thế kỉ 19. Thường được nhìn thấy theo đàn với số lượng lớn hơn rất nhiều so với các loài châu chấu khác, với một đàn nổi tiếng đã được thấy ước tính có kích thước khoảng 198,000 dặm vuông (513,000 km²) (lớn hơn diện tích bang California), nặng 27.5 triệu tấn, và bao gồm khoảng 12.5 ngàn tỉ con - là số lượng loài động vật tập trung lại lớn nhất từng được ghi nhận, theo Sách kỉ lục Guinness.
Nhưng chưa đầy 30 năm sau, loài này gần như đã tuyệt chủng, với mẫu vật còn sống cuối cùng được ghi nhận vào năn 1902 ở phía Nam Canada. Và bởi vì không ai dự kiến được một loài phổ biến như vậy lại tuyệt chủng nên có rất ít mẫu vật được thu thập (dù một số còn lại vẫn đang được bảo quản trong Sông băng Châu chấu, Montana).

## Hình ảnh

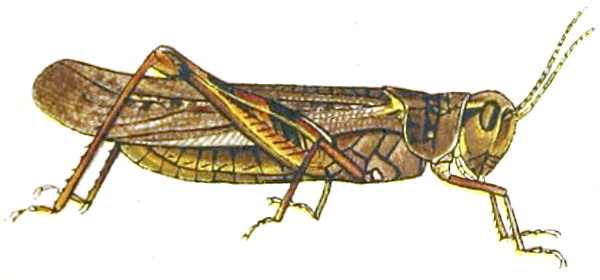
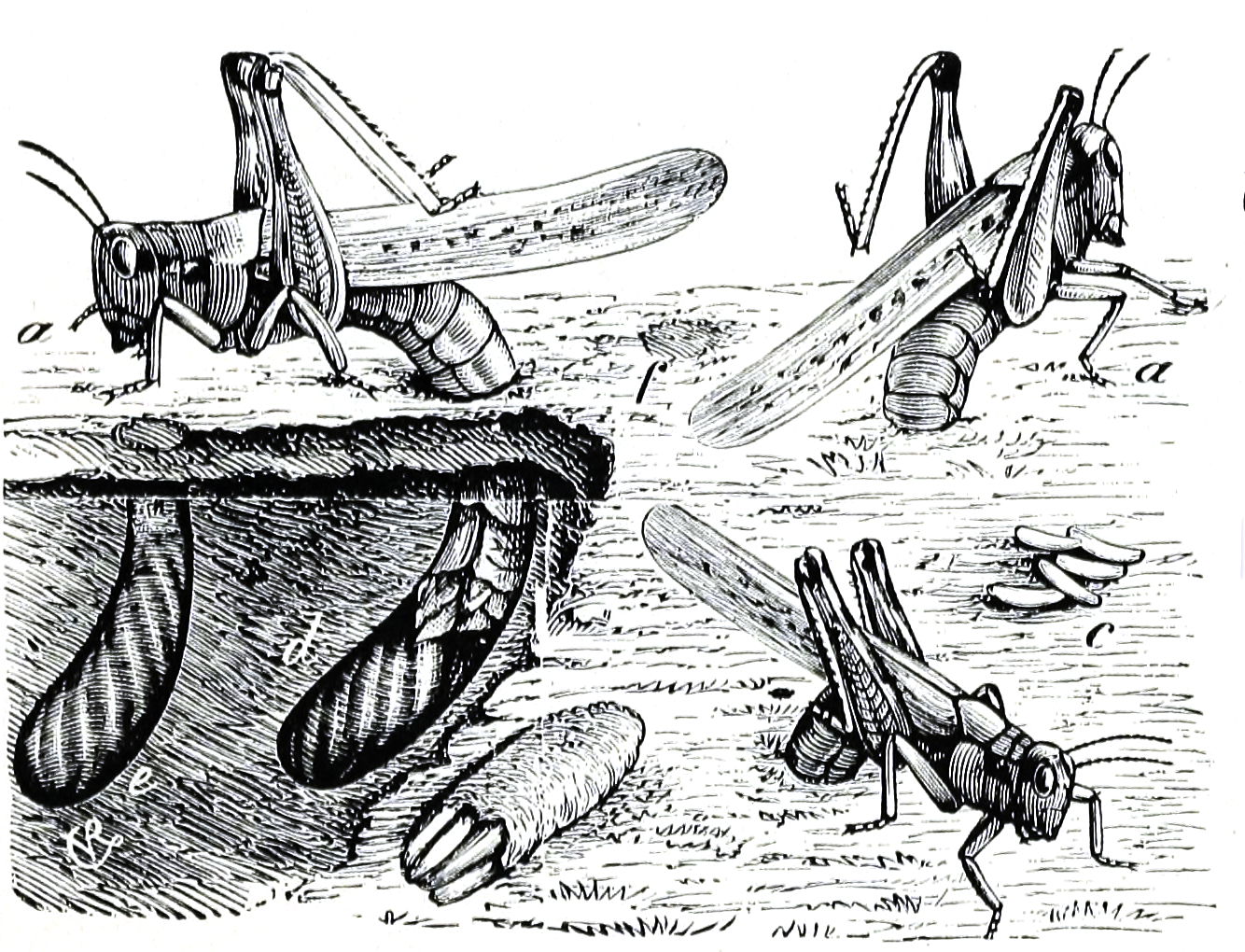
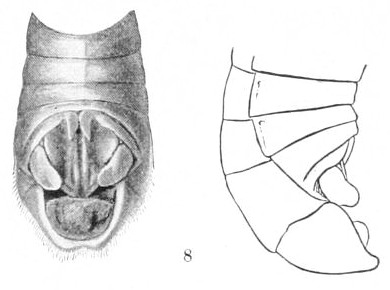
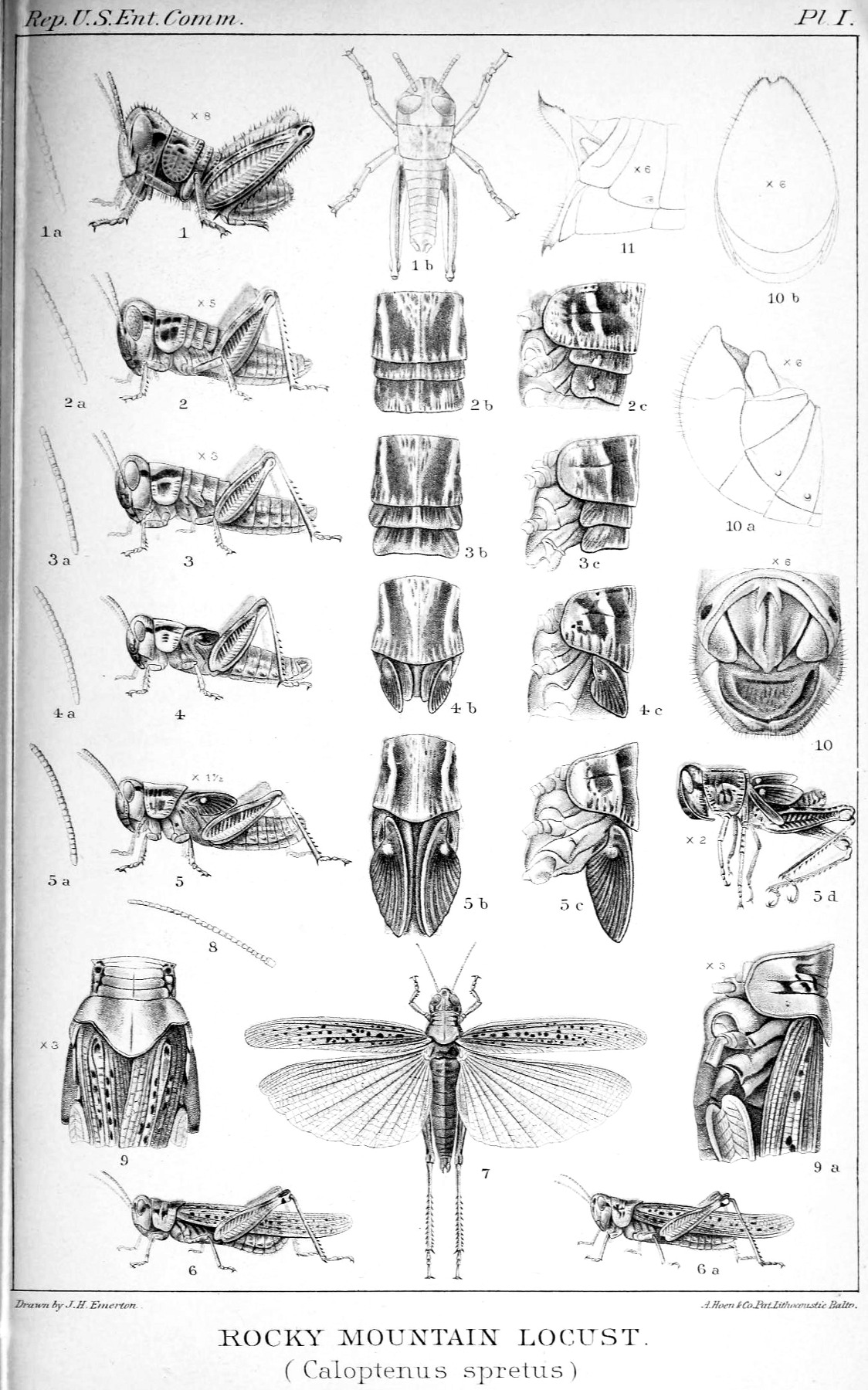